# Jeffery Cohelan
Jeffery Cohelan (24 de junio de 1914 - 15 de febrero de 1999) fue un político estadounidense que cumplió seis mandatos como representante de los Estados Unidos por California entre 1959 y 1971.

## Biografía
Nació en San Francisco, California y asistió a las escuelas públicas y al San Mateo Junior College.[cita requerida] Obtuvo su licenciatura en Economía en la Universidad de California, Berkeley en 1950. Fue becario de investigación Fulbright en las universidades de Leeds y Oxford en Inglaterra en 1953 y 1954 
Trabajó conduciendo un camión lechero desde 1935 y fue secretario-tesorero (1942–~1958) de los Conductores de Leche y Empleados Lácteos, Local 302, Condados de Alameda y Contra Costa . En las elecciones de 1958, hizo campaña desde un camión de leche y fue elegido para el Congreso. Fue consultor del Instituto de Relaciones Industriales de la Universidad de California.  
Cohelan fue miembro de la Comisión de Bienestar de Berkeley de 1949 a 1953, del Consejo Municipal de Berkeley de 1955 a 1958 y del Consejo de Relaciones Exteriores de San Francisco. Fue elegido como demócrata para el 86º Congreso y para los cinco congresos siguientes, de 1959 a 1971. Era conocido como un liberal de Johnson por su apoyo a los programas progresistas, pero también por la participación estadounidense en la guerra de Vietnam.
En 1966, se enfrentó a un duro desafío en las primarias por parte del editor de la revista Ramparts, Robert Scheer, quien contaba con el apoyo de activistas locales del movimiento por los derechos civiles y del emergente movimiento contra la guerra. 
Su apoyo previo a la guerra ayudó a la derrota de Cohelan en las primarias de 1970 ante el concejal de la ciudad de Berkeley, Ron Dellums . Fue director ejecutivo (1970-1979) de una asociación comercial de Organizaciones de Mantenimiento de la Salud, la Group Health Association of America . Después de jubilarse, disfrutaba de cocinar y cantaba en el coro de la Iglesia Episcopal de Todos los Santos. Residió en Washington D. C. hasta su muerte en su casa el 15 de febrero de 1999.
La Universidad de Oklahoma tiene documentos de su oficina en el Congreso.